# Morbid
Morbid – szwedzka grupa muzyczna założona w 1986 roku w Sztokholmie wykonująca początkowo black metal. Grupa została rozwiązana około 1988 roku tuż po wydaniu drugiego dema pt. Last Supper. Reaktywowana w 2022 z Danielem "Necrobird" Ohlin'em jako wokalistą, bratem Pelle'go Ohlin'a.

## Muzycy
Ostatni znany skład zespołu
- Zoran - Guitar
- Uffe "Napolean Pukes" Cederlund - gitara
- John "Gehenna" Berger - śpiew
- Jens "Dr. Schitz" Näsström - gitara basowa
- L-G "Drutten" Petrov - perkusja

Byli członkowie zespołu
- Per Yngve "Dead" Ohlin (zmarły) - śpiew (1986-1988)
- John Lennart - gitara
- TG (Crucifyre) - gitara
- Klacke - gitara
- Slator - gitara basowa

## Dyskografia
- Live from the Past (Rehearsal, 1987)
- Dark Execution (Rehearsal, 1987)
- December Moon (Demo, 1987)
- Last Supper (Demo, 1988)
- December Moon (12", 1994)
- My Dark Subconcious (Płyta gramofonowa 6", 2000)
- Death Execution III (7", Reaper Records, 2001)
- Live in Stockholm (LP, Reaper Records, 2002)